# Рењано-Кастело (Маса-Карара)
Рењано-Кастело је насеље у Италији у округу Маса-Карара, региону Тоскана.
Према процени из 2011. у насељу је живело 17 становника. Насеље се налази на надморској висини од 661 м.